# Пресека
Пресе́ка (болг. Пресека) — село в Кирджалійській області Болгарії. Входить до складу общини Кирково.

## Населення
За даними перепису населення 2011 року у селі проживали 335 осіб, з них 322 особи (99,7%) — турки.
Розподіл населення за віком у 2011 році:
Динаміка населення: